# Крестьянская газета (газета)
«Крестьянская газета» — массовая советская газета, издание Центрального комитета Коммунистической партии. Выпускалась одноимённым издательством с 25 ноября 1923 по 28 февраля 1939 года.

## История
«Крестьянская газета» была создана в 1923 году во исполнение решений XII съезда Коммунистической партии, указавшего на необходимость выпуска доступной по цене всероссийской еженедельной газеты, понятным языком освещающей крестьянскую жизнь, события в Советской Республике и в мире, оказывающей трудовому крестьянству практическую помощь в хозяйственных, земельных, правовых и других вопросах.
В первые месяцы существования издание выходило тиражом в 125 тыс. экземпляров. В связи с ростом популярности газеты, распространявшейся по подписке и в розницу, тираж постоянно увеличивался и к 1939 году достиг 3 млн экземпляров. Изменилась и периодичность издания: являвшаяся в 1923—1924 годах еженедельной, с 1925 года «Крестьянская газета» стала выходить 2 раза в неделю, а с 1 июня 1930 года — 12 раз в месяц.
Основными направлениями публикаций являлись информирование о крестьянской жизни и прогрессе в сельском хозяйстве страны, советская агитация, борьба с неграмотностью, пропаганда знаний, повышение уровня образования и профессиональной подготовки работников сельского хозяйства. В 1924—1928 годах в качестве приложения к газете выходил журнал «Справочник крестьянина».
Для получения живой информации с мест редакция газеты уделяла большое внимание подготовке и работе с сельскими корреспондентами, публиковала ответы на письма читателей, квалифицированные консультации давали состоявшие в штате редакции агроном и юрист.
По подписке через редакцию газеты распространялись журналы издательства «Крестьянская газета» и другие издания информационного и просветительского характера, в том числе предназначенные для самообразования.
Именем «Крестьянская газета» был назван самолёт АНТ-9 (бортовой номер СССР N181), вошедший в Особую сводную агитационную эскадрилью им. Максима Горького в сентябре 1933 года.

## Редакторы
- Яковлев Я. А. (1923—1929)
- Урицкий С. Б. (1929—1933)